# Manasa Saulo
Pour les articles homonymes, voir Saulo.

a Compétitions nationales et continentales officielles uniquement.

b Matchs officiels uniquement.
Dernière mise à jour le 30 avril 2024.
Manasa Saulo, né le 6 avril 1989 à Suva (Fidji), est un joueur de rugby à XV international fidjien évoluant au poste de pilier droit. Il joue avec le club français de Saint-Médard évoluant en Fédérale 1 depuis 2023.

## Carrière

### En club
Manasa Saulo a fait ses débuts en tant qu'amateur aux Fidji avec les clubs de Tailevu (2007-2010) et de Suva (2011-2014).
En 2014, il rejoint le club roumain des Timișoara Saracens pour une saison.
En octobre 2015, il est annoncé qu'il rejoindra le club français du Stade toulousain en Top 14 pour deux saisons à compter de juillet 2016.
Avant de rejoindre le club toulousain, il est engagé par le RC Toulon en janvier 2016 en tant que joueur supplémentaire jusqu'à la fin de la saison. Il remplace numériquement le pilier Salesi Ma'afu qui a été libéré de son contrat après des problèmes judiciaires. Finalement, il prolonge son contrat avec le RCT pour deux saisons supplémentaires.
En juin 2017, il libéré de son contrat avec Toulon, et rejoint l'équipe anglaise des London Irish, alors promue en Premiership,. Peu utilisé lors de ses deux saisons au club (seulement trois matchs), il quitte le club en juin 2019,.
Libre de tout contrat, il s'engage avec le SU Agen en Top 14 en tant que joker médical,. Cependant, le transfert échoue finalement pour des raisons de visa, Saulo étant bloqué aux Fidji,.
En février 2020, il doit rejoindre la franchise fidjienne des Fijian Latui (en) pour disputer la saison 2020 de Global Rapid Rugby, mais la saison est finalement annulée à cause de la pandémie de Covid-19. Il rejoint finalement son ancienne équipe de Suva, avec qui il dispute le championnat amateur fidjien,.
En mars 2021, il est annoncé qu'il rejoint la franchise américaine de Rugby ATL, basée à Atlanta, pour la saison 2021 de Major League Rugby. Il est finaliste du championnat au terme de la saison, après une défaite face aux Los Angeles Giltinis.
En octobre 2021, il est annoncé qu'il rejoint les Fijian Drua, à l'occasion de leur entrée en Super Rugby pour la saison 2022.
Après une saison en Super Rugby, il fait son retour en France en novembre 2022, et s'engage avec Soyaux Angoulême en tant que joker médical.
À la fin de son contrat de joker médical, il rejoint en avril 2023 le club de l'Union Cognac Saint-Jean-d'Angély en Nationale, jusqu'à la fin de la saison en cours.
Il rejoint par la suite le club de Saint-Médard, à l'orée de la saison 2023-2024 de Fédérale 1.

### En équipe nationale
Manasa Saulo obtient sa première cape internationale avec l'équipe des Fidji le 10 novembre 2012 à l’occasion d’un test-match contre l'équipe d'Angleterre à Twickenham.
Il fait partie du groupe fidjien sélectionné pour participer à la coupe du monde 2015 en Angleterre. Il dispute trois matchs contre l'Angleterre, l'Australie et le Pays de Galles.
Durant la compétition, il est suspendu dix semaines pour avoir marché volontairement sur la tête de Luke Charteris, lors du match contre le Pays de Galles le 1er octobre 2015.
En 2019, il est retenu pour disputer la Coupe du monde au Japon. Il dispute quatre matchs lors de la compétition, contre l'Australie, l'Uruguay, la Géorgie et le pays de Galles.

## Palmarès

### En club
- Vainqueur du championnat de Roumanie en 2015 avec Timișoara.
- Vainqueur du RFU Championship en 2019 avec les London Irish.
- Finaliste de Major League Rugby en 2021 avec Rugby ATL

### En équipe nationale
- 53 sélections
- 0 point
- Sélections par année : 2 en 2012, 9 en 2013, 7 en 2014, 9 en 2015, 2 en 2016, 5 en 2017, 6 en 2018, 7 en 2019, 6 en 2022.

- Participations à la Coupe du monde en 2015 (3 matchs) et 2019 (4 matchs).
- Vainqueur de la Pacific Nations Cup en 2013, 2015, 2017 et 2018.